# Brivaracetam
Brivaracetam (tên thương mại Briviact), một chất hóa học tương tự của levetiracetam, là một dẫn xuất racetam với đặc tính chống co giật (chống động kinh). Nó được bán bởi công ty dược phẩm UCB. Ở Ấn Độ, nó được đồng quảng bá và phân phối bởi Phòng thí nghiệm của Dr.Reddy.